# 沈文
沈文（1539年—？），字思質，號純菴，浙江杭州府仁和縣人，民籍，明朝政治人物。

## 生平
嘉靖四十三年（1564年）甲子科浙江鄉試第十六名舉人。隆慶二年（1568年）中式戊辰科會試第一百五十一名，三甲第三百一十七名進士。歷官沔阳州知州、告工部员外郎，萬曆二十年任徽州府知府。

## 家族
曾祖沈瀾；祖父沈廷璽；父沈綱，母吳氏。具庆下。弟廉、章、亮、彦、京、音。